# Wojciech Drygas (dziennikarz)
Wojciech Drygas (ur. 1920 w Poznaniu, zm. 26 marca 1998) – polski dziennikarz, redaktor naczelny „Karuzeli”.

## Życiorys
W 1939 walczył w kampanii wrześniowej, po której znalazł się w obozie wojskowym w Coëtquidan, w którym szkoliło się Wojsko Polskie. Następnie wyemigrował do Wielkiej Brytanii, gdzie został żołnierzem 1 Dywizji Pancernej pod dowództwem gen. Stanisława Maczka, w ramach której walczył pod Falaise oraz uczestniczył w wyzwoleniu Bredy i trafił do Wilhelmshaven, gdzie pozostał do końca II wojny światowej. Następnie powrócił do Polski i podjął pracę jako reporter Polskiej Agencji Prasowej, a następnie jako kierownik łódzkiego oddziału PAP. Ukończył studia socjologiczne na Uniwersytecie Łódzkim. Jednocześnie Drygas był satyrykiem – wraz z Józefem Mozgą stworzył audycję radiową „Wesoły autobus” w Polskim Radiu Łódź, dla której pisał teksty. Następnie został redaktorem naczelnym czasopisma satyrycznego „Karuzela” (1966–1986). W 1986 przeszedł na emeryturę.
Był prezesem zarządu Łódzkiego Oddziału Stowarzyszenia Dziennikarzy Polskich (przez 15 lat).

### Życie prywatne
Jego żoną była nauczycielka Maria z domu Brodzicz, z którą miał dwóch synów: Wojciecha Drygasa (ur. 1952) – lekarza i Macieja Drygasa (ur. 1956) – reżysera filmowego.
Został pochowany na cmentarzu Stare Powązki w Warszawie (kw. 170, rz. 5, gr. 1).

## Wyróżnienia
- Krzyż Oficerski Orderu Odrodzenia Polski (1976)[7]
- Nagroda Miasta Łodzi (1982) – za całokształt pracy zawodowej i społecznej w dziedzinie rozwoju dziennikarstwa[8]
- Order Sztandaru Pracy II klasy (1986)[4].